# Lan Xang

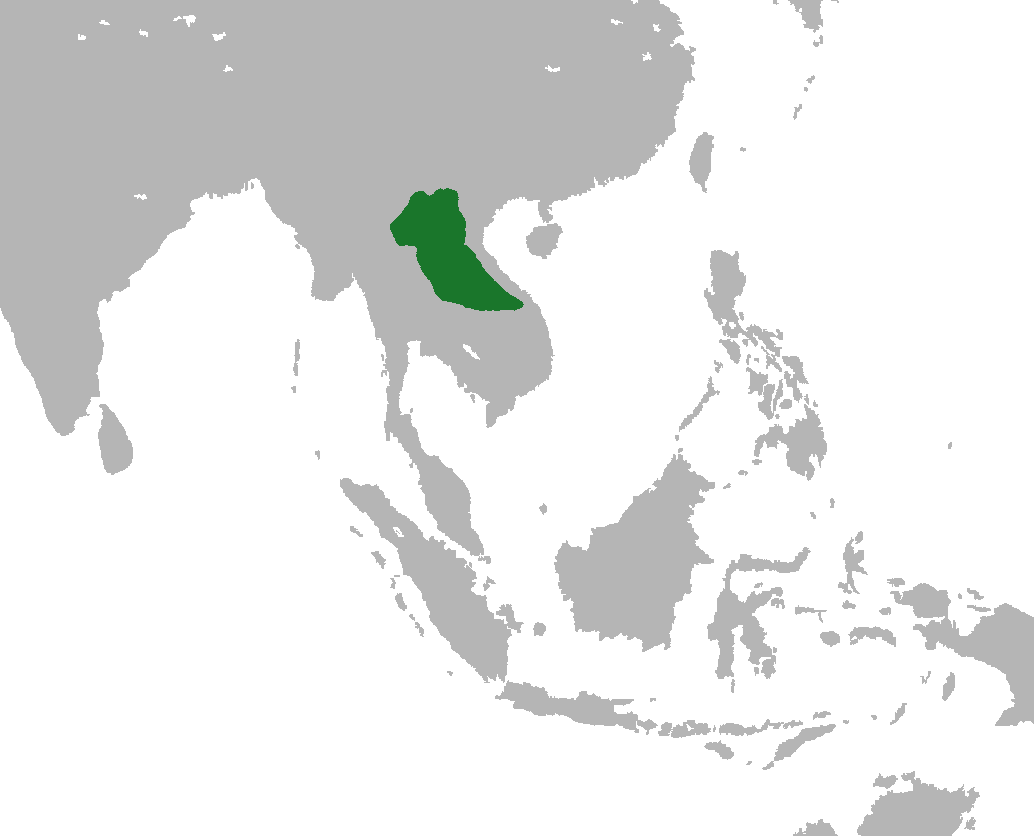
Lan Xangs geografiska utbredning.

Lan Xang var ett tidigare kungadöme i Sydostasien. Det omfattade ungefär dagens Laos. Laos historia sägs ofta börja med kungadömet Lan Xang. Riket grundades 1353 av kung Fa Ngum, som 1354 blev Lan Xangs förste regent. Namnet kommer av det laotiska "lâansâang", "miljon" + "elefant", och syftar på den starka krigsmakten.
Fa Ngums son Samsenthai, som regerade 1373–1416, befäste rikets kungliga administration, och utvecklade Louang Prabang till ett religiöst och ett viktigt handelscentrum. 
Riket splittrades på 1700-talet.